# Liste der Monuments historiques in Cadenet
Die Liste der Monuments historiques in Cadenet führt die Monuments historiques in der französischen Gemeinde Cadenet auf.

## Liste der Bauwerke
| Bezeichnung                                                      | Beschreibung | Standort                         | Kennzeichnung | Schutzstatus   | Datum     | Bild           |
| ---------------------------------------------------------------- | --- | -------------------------------- | ------------- | -------------- | --------- | -------------- |
| Denkmal des Trommlers von Arcole                                 | Denkmal für den aus Cadenet stammenden Tambour d’Arcole, André Estienne (1777–1837), der mit seinem Einsatz in der Schlacht bei Arcole 1796 die Österreicher überraschte. Die Bronzestatue wurde 1894 von dem Bildhauer Jean-Barnabé Amy geschaffen und zeigt den jungen Trommler, der mit einem Fuß auf einem Sockel steht. | place du Tambour-d’Arcole (Lage) | PA84000052    | Inscrit        | 2009      | weitere Bilder |
| Pfarrkirche St-Étienne und Pfarrhaus Pfarrhaus, Innendekor, Dach | | cours Voltaire (Lage)            | PA00081988    | Inscrit Classé | 1981 1990 | weitere Bilder |

## Liste der Objekte
| Bezeichnung                          | Beschreibung                                      | Standort                  | Kennzeichnung | Schutzstatus             | Datum | Bild           |
| ------------------------------------ | ------------------------------------------------- | ------------------------- | ------------- | ------------------------ | ----- | -------------- |
| Gemälde Die Verkündigung, mit Rahmen | Gemälde aus der Carracci-Schule, Zeit Ludwig XIV. | Kirche                    | PM84000306    | Classé                   | 1908  |                |
| Taufbecken                           | antikes Taufbecken aus Marmor                     | Pfarrkirche Saint-Etienne | PM84000305    | Classé au titre immeuble | 1990  | weitere Bilder |